# Ebelio Ordóñez
Ebelio Agustín Ordóñez Martínez, mais conhecido como Ebelio Ordóñez (Esmeraldas, 4 de janeiro de 1978), é um ex-futebolista equatoriano que atuava como atacante. Ele fez parte do elenco da Seleção Equatoriana de Futebol na Copa América de 2001 e 2004. É um dos maiores goleadores do Campeonato Equatoriano de Futebol.

## Títulos
El Nacional
- Campeonato Equatoriano de Futebol: 2006

Deportivo Quito
- Campeonato Equatoriano de Futebol: 2008, 2009

## Artilharia
- Campeonato Equatoriano de Futebol: 2004